# Hohenbreden

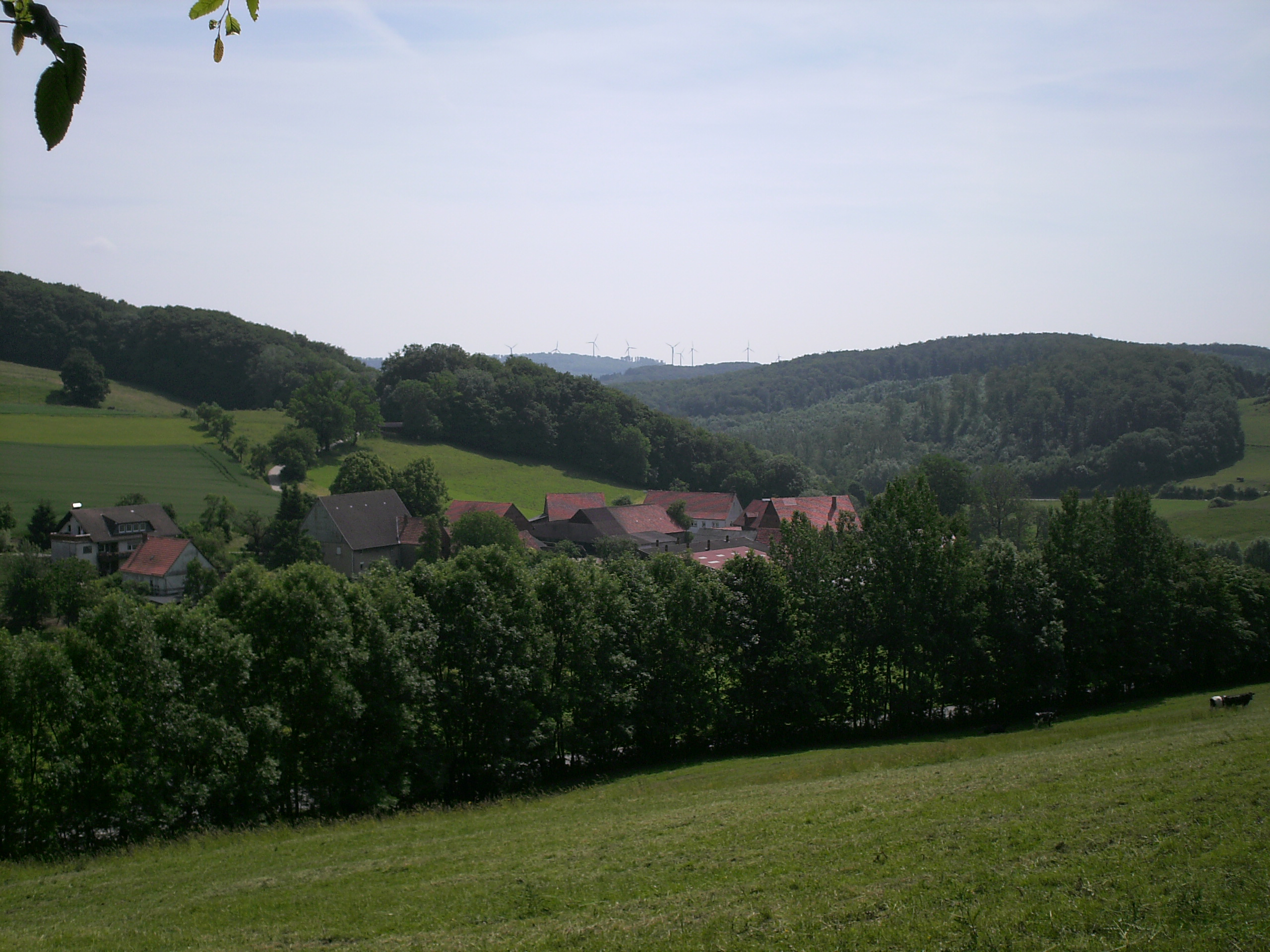
Hohenbreden

Hohenbreden ist eine kleine Ortschaft nahe Bad Driburg-Erpentrup und Steinheim-Sandebeck und gehört zusammen mit Grevenhagen zur Stadt Steinheim, welche wiederum zum Kreis Höxter gehört. Die lediglich 15 Einwohner von Hohenbreden (Stand: 2. April 2009) leben in fünf Häusern, wobei das älteste Haus laut Inschrift im Jahre 1807 erbaut wurde.
Die Emmer fließt durch das Tal Hohenbreden.

## Geschichte
Im Jahr 1535 wurde Hohenbreden erstmals als „Hogen Breden“ erwähnt. Nachdem im Westfälischen Frieden 1648 in Münster und Osnabrück bestätigt worden war, dass der Landesherr die Religion der Untertanen bestimmte, erwarteten die Grafen zur Lippe die Gefolgschaft der Dorfbewohner. Der Paderborner Bischof versuchte das zu verhindern, so kam es schließlich zur offenen Auseinandersetzung. Im Jahr 1657 rückten die Soldaten des lippischen Amtes Horn an und besetzten Hohenbreden. Es kam zu leichten Zusammenstößen mit Paderborner Soldaten.
Im Jahr darauf, 1658, wurde zwischen Lippe und Paderborn der „Lippspringer Vertrag“ geschlossen. So mussten alle Steuern und Abgaben an die lippische Rentkammer in Horn bezahlt werden. Kirche und Schule, soweit dies den Religionsunterricht betraf, unterstanden Paderborn. So blieben die Einwohner katholisch und gehörten weiterhin der Pfarrei Sandebeck an, wo auch die Toten des Dorfes begraben wurden (heute in Erpentrup).
Falls in Hohenbreden eine Verhaftung notwendig werden würde, so war dem Vogt in Sandebeck zunächst Nachricht zu geben. Dieser beauftragte dann eine angemessene Anzahl Schützen, welche die lippischen Kollegen an der Landesgrenze abholten und durch Paderborner Gebiet bis an die Zäune von Grevenhagen oder Hohenbreden geleiteten. Dort nahmen die Lipper die Verhaftung allein vor und sie wurden auf demselben Weg mit ihren Gefangenen an die Grenze zurückgeleitet.
Im Jahr 1970 tauschte die höxtersche Exklave Lügde mit Harzberg und Kempenfeldrom bis dahin zum Kreis Höxter gehörend, gegen die lippische Exklave Grevenhagen mit Hohenbreden. Seitdem ist Grevenhagen zusammen mit Hohenbreden ein Ortsteil der Stadt Steinheim.